# Robert le Fort
Pour les articles homonymes, voir Robert Le Fort, Robert et Le Fort.
Robert le Fort, né entre 815 et 830 et tué le 15 septembre 866 à la bataille de Brissarthe, est un membre important de l'aristocratie franque. Issu de la famille des Robertiens, ancêtre de la dynastie capétienne (arrière-grand-père d'Hugues Capet), il est probablement le fils de Robert III de Hesbaye.
Robert le Fort était comte d'Anjou, d'Auxerre et de Nevers. Le roi Charles II le Chauve le nomma en 853 missus dominicus pour ces régions.
Ayant pris part en 858 à une révolte contre Charles II, il se soumit en 861 et reçut la marche de Neustrie — la région entre Seine et Loire.
Il s'illustra par la suite dans la lutte contre les Bretons et les Normands.

## Origines familiales
L'origine familiale de Robert le Fort est obscure et diverses conjectures ont été formulées. Selon certains, il serait d'origine neustrienne ; selon d'autres, d'origine saxonne ou germanique,. Au XXe siècle, les travaux de Karl Glöckner ou Karl Ferdinand Werner confirmés par Christian Settipani ont permis de dégager un certain nombre d'hypothèses et de quasi-certitudes sur l'histoire et la généalogie de Robert le Fort.
Lors d'un colloque scientifique tenu à Angers en 1987 à l'occasion du millénaire capétien, l'historien Karl Ferdinand Werner a confirmé l'origine rhénane de Robert le Fort, en s'appuyant sur le témoignage de Réginon de Prüm. Selon ses hypothèses les ancêtres de Robert le Fort formeraient un groupe familial constitué de serviteurs des derniers Mérovingiens en Neustrie — comme Robert, référendaire de Dagobert Ier —, puis de proches des premiers Carolingiens en Austrasie, comme Robert Ier comte de Hesbaye et de Worms mort en 764.

## Un Grand du royaume

### Soutien àCharlesIIet obtention des comtés de Tours et Angers

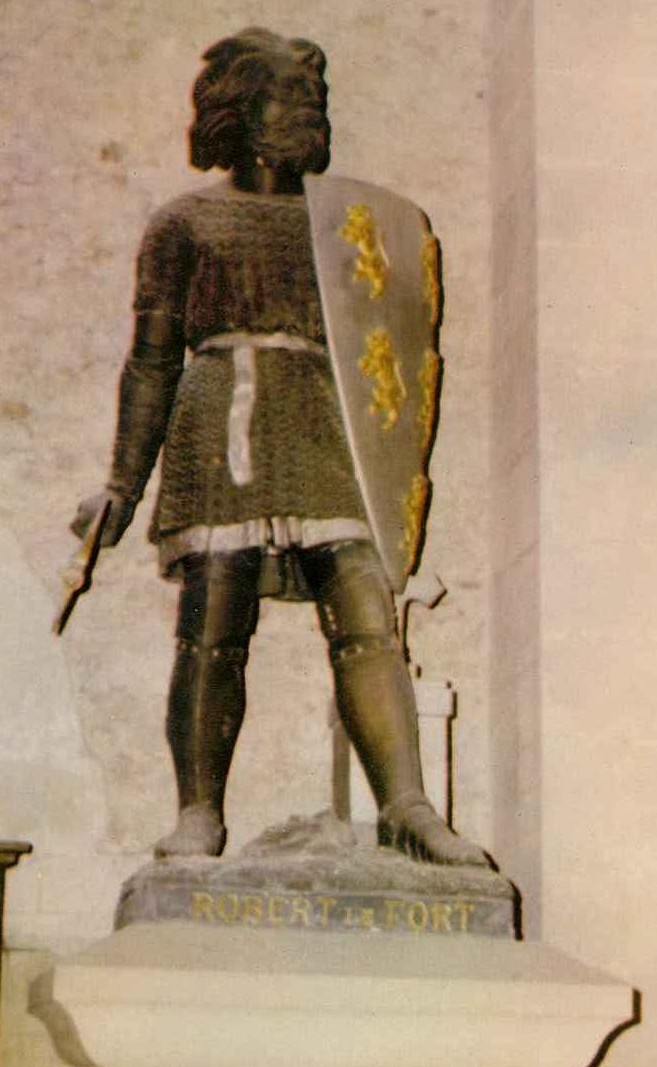
Statue de Robert le Fort, église Notre-Dame de Brissarthe.
Vue d'artiste de David d'Angers, XIXe siècle.

Robert le Fort est cité dès 836, année au cours de laquelle il quitta la région du Rhin moyen, mais sans mention de titre.
Lors des luttes de pouvoir entre les fils de Louis Ier le Pieux, il prit parti pour Charles II le Chauve, gendre d'Eudes d'Orléans et donc époux de sa probable cousine germaine. Il dut abandonner ses terres, incorporées dans le royaume de Lothaire Ier, pour se réfugier à l'ouest, dans sa famille maternelle.[réf. nécessaire]
En 852, Charles II le Chauve le fit abbé laïc de Marmoutier, puis l'année suivante missus dominicus de divers comtés de Neustrie, notamment dans les régions de Tours et d'Angers, avec le comte Osbert et l'évêque d'Angers Dodon,,.
Karl Ferdinand Werner explique la réussite de son implantation dans la région ligérienne par les attaches familiales, qui l'auraient lié au clan animé par le sénéchal Adalard et à deux groupes de parenté de l'Ouest :
- les comtes Géroldiens (issus de Gérold Ier de Vintzgau) installés à Blois, Châteaudun et Angers ;
- les Widonides basés dans la marche de Bretagne.

### Révolte contreCharlesIIet obtention du marquisat de Neustrie
En 856, Charles II le Chauve installe son fils Louis à la tête d'un « duché du Mans », territoire qui correspond à la marche de Neustrie. Robert n'est mentionné ni à cette occasion, ni à partir de novembre 853 et au cours de l'année 854 quand les Normands remontent la Loire pour piller Angers, Tours ou Blois : peut-être avait-il à cette époque perdu ses charges. Toujours est-il qu'on le retrouve en 858 aux côtés de Louis le Germanique, contre Charles et son fils. Il ne se soumet qu'en 861, en échange du marquisat de Neustrie.

### Lutte contre les Normands

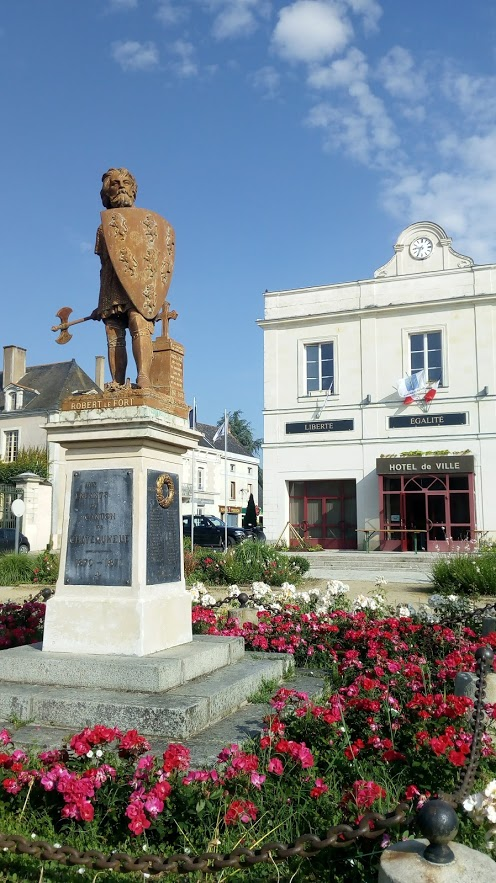
Statue de Robert le Fort sur la place du même nom à Châteauneuf-sur-Sarthe.

En 862, 864 et 865, Robert s'illustra dans la lutte contre les offensives des Vikings qui ont établi des bases à l'embouchure de la Loire (853) et de la Seine (856) sous la direction de leur chef Hasting.
En 862, Robert prend douze vaisseaux aux Normands sur la Loire. En 864, il attaque et disperse deux corps de Normands et en 865, il tue cinq cents des Normands qui avaient brûlé Poitiers.
Bernard Plantevelue, n'étant pas décidé à abandonner son héritage paternel, vint attaquer Robert le Fort qui dut abandonner Autun et pour se dédommager, prit possession de l'abbaye Saint-Martin de Tours et en chassa l'abbé.
En 866, Charles le Chauve lui octroya, outre à nouveau le marquisat de Neustrie, la collégiale de l'abbaye Saint-Martin de Tours, abbaye prestigieuse qui avait l'avantage de mettre à la disposition de Robert une mense abbatiale lui permettant de doter de nombreux vassaux.
Robert mourut la même année à la bataille de Brissarthe, l'opposant, avec d'autres comtes et 1 500 hommes, à des Vikings qui descendaient la Sarthe après avoir pillé Le Mans.
Réginon de Prüm raconte que les Normands tuèrent Robert le Fort devant l'église de Brissarthe.

## Mariage et enfants
L'épouse de Robert le Fort n'est mentionnée dans aucune source contemporaine. Plusieurs hypothèses ont été mentionnées à cet égard.
- La première hypothèse, la plus communément admise, est de considérer que Robert le Fort est le second mari d'Adélaïde d'Alsace[22]. Adélaïde d'Alsace, connue aussi sous le nom d'Adélaïde de Tours (v. 805–ap. 866), était la fille de Hugues d'Alsace. Elle s'est mariée vers 839 avec Conrad Ier de Bourgogne[23]. Mais rien n'assure qu'Adélaïde se soit remariée après la mort de Conrad et cette hypothèse présente des faiblesses chronologiques.
- La seconde hypothèse propose que Robert le Fort se soit marié avec une fille d'Adélaïde d'Alsace et de Conrad Ier. Cette hypothèse repose sur une interpolation de la chronique de saint Bénigne de Dijon, datant du XIIe siècle[24]. La transmission du prénom Hugues chez les Robertiens et le fait qu'Hugues l'Abbé, fils d'Adélaïde et de Conrad, succède à Robert le Fort renforcent l'hypothèse que l'épouse de Robert le Fort soit une proche parente d'Adélaïde.
- La troisième proposition, avancée par l'historien allemand Karl Ferdinand Werner, fait de cette épouse une fille d'Eudes d'Orléans (vers 790–834). Mais s'il y a bien une parenté entre Eudes d'Orléans et Robert le Fort, c'est probablement par Waldrade, la mère de Robert le Fort, laquelle serait sœur d'Eudes d'Orléans.

Au XIIIe siècle, Albéric de Trois-Fontaines attribue à Robert une épouse nommée Régina, concubine de Charlemagne. Outre l'impossibilité chronologique de cette affirmation, il semble que celle-ci résulte d'une confusion entre Hugues l'Abbé (fils de Conrad) et beau-fils de Robert le Fort, et l'abbé Hugues, fils de Charlemagne et de Régina.
En tout état de cause, Robert le Fort fut le père de deux fils qui furent rois des Francs :
- Eudes[Note 2], né après 852, mort le 3 janvier 898, roi des Francs de 888 à 898 ;
- Robert, né vers 860, mort le 15 juin 923, roi des Francs de 922 à 923. Il est le grand-père d'Hugues Capet et donc l'ancêtre de toute la lignée et dynastie capétienne.

## Postérité
- Place Robert le Fort, à Brissarthe (Maine-et-Loire)